# 栗永祿
栗永祿（1518年—1582年），字士學，號健斋，山西潞安府長治縣人，民籍，明朝政治人物。

## 生平
嘉靖十九年（1540年）庚子科山西鄉試第一名舉人。嘉靖二十三年（1544年），登甲辰科會試第二百八十名，第三甲第八十三名進士。授寿州知州，擢苏州府同知，历任陕西按察司佥事、山西昌平兵备副使、浙江布政司右参政，四十三年五月升江西按察使。
穆宗隆慶時累官陕西左布政使，隆慶四年（1570年）四月升光禄寺卿，五月升順天府府尹，八月升都察院右副都御史、提督防護陵寢兵馬，十月改河南巡抚，五年十一月擢兵部右侍郎。神宗继位，六年七月调用南京，改南京户部右侍郎、总督粮储，萬曆二年二月因事被劾，致仕归。
萬曆九年十月起为甘肃巡抚，以老病不能就道，十二月令致仕。

## 著作
著有《学易集》、《正俗冗谈》、《云中奏议》、《抚豫疏稿》。

## 家族
曾祖栗銘，進士；祖父栗漳，典膳；父栗木，典膳。母陳氏（旌表節婦）。重庆下。兄栗永爵（贡士）。女儿为沁水王府輔國将軍夫人。